# Grimmia orbicularis
Grimmia orbicularis là một loài Rêu trong họ Grimmiaceae. Loài này được Bruch mô tả khoa học đầu tiên năm 1844.

## Hình ảnh

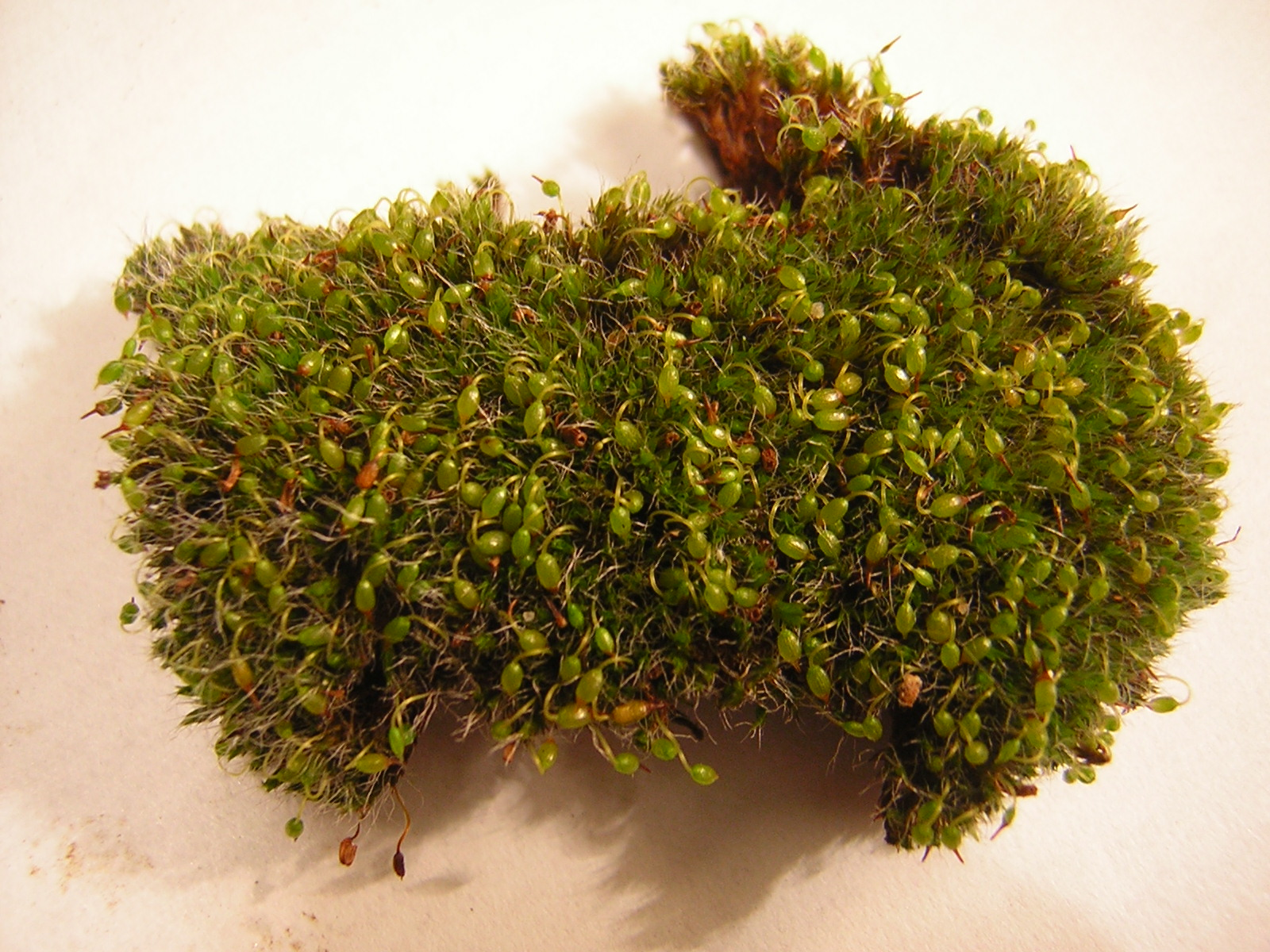
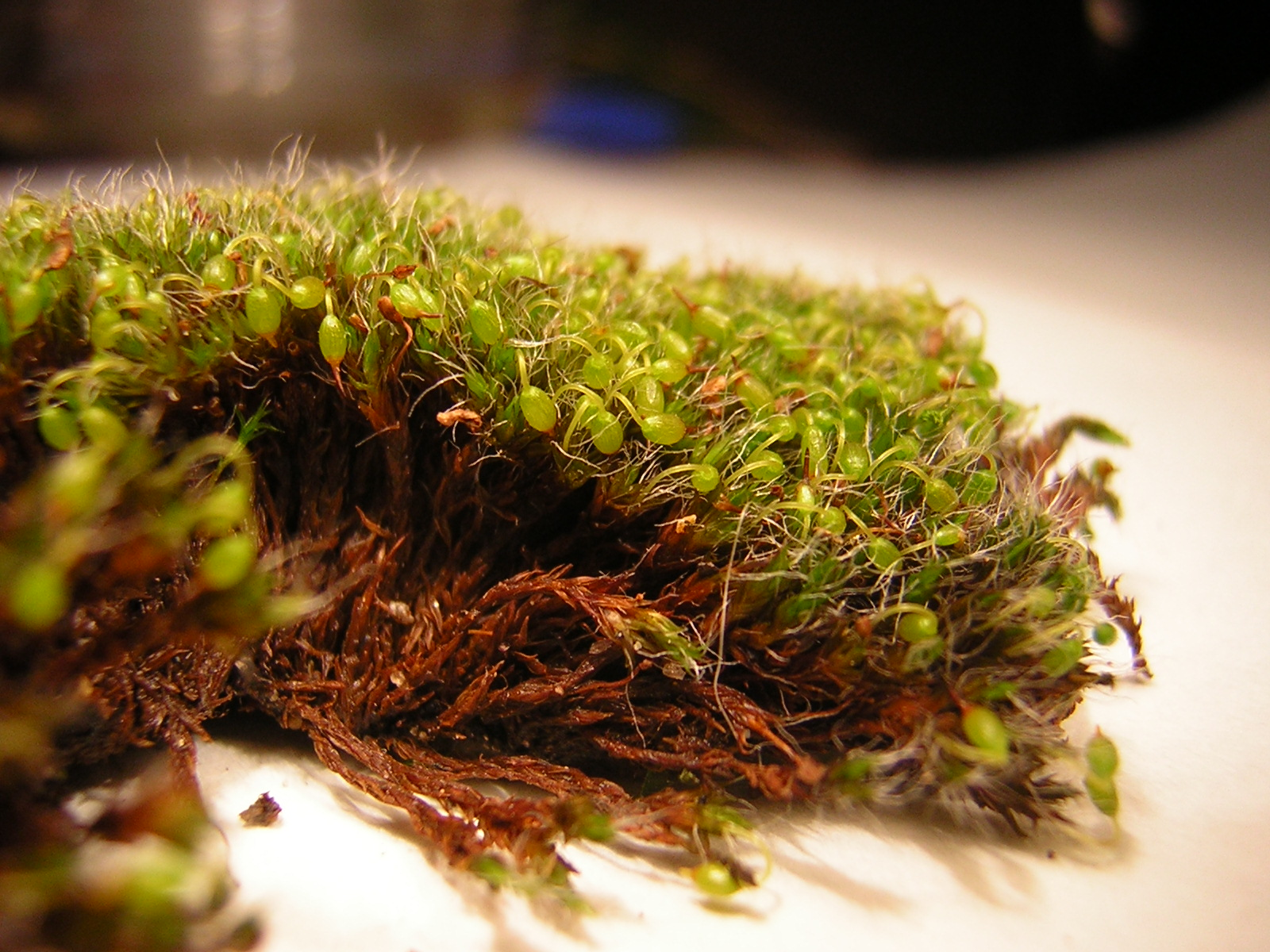
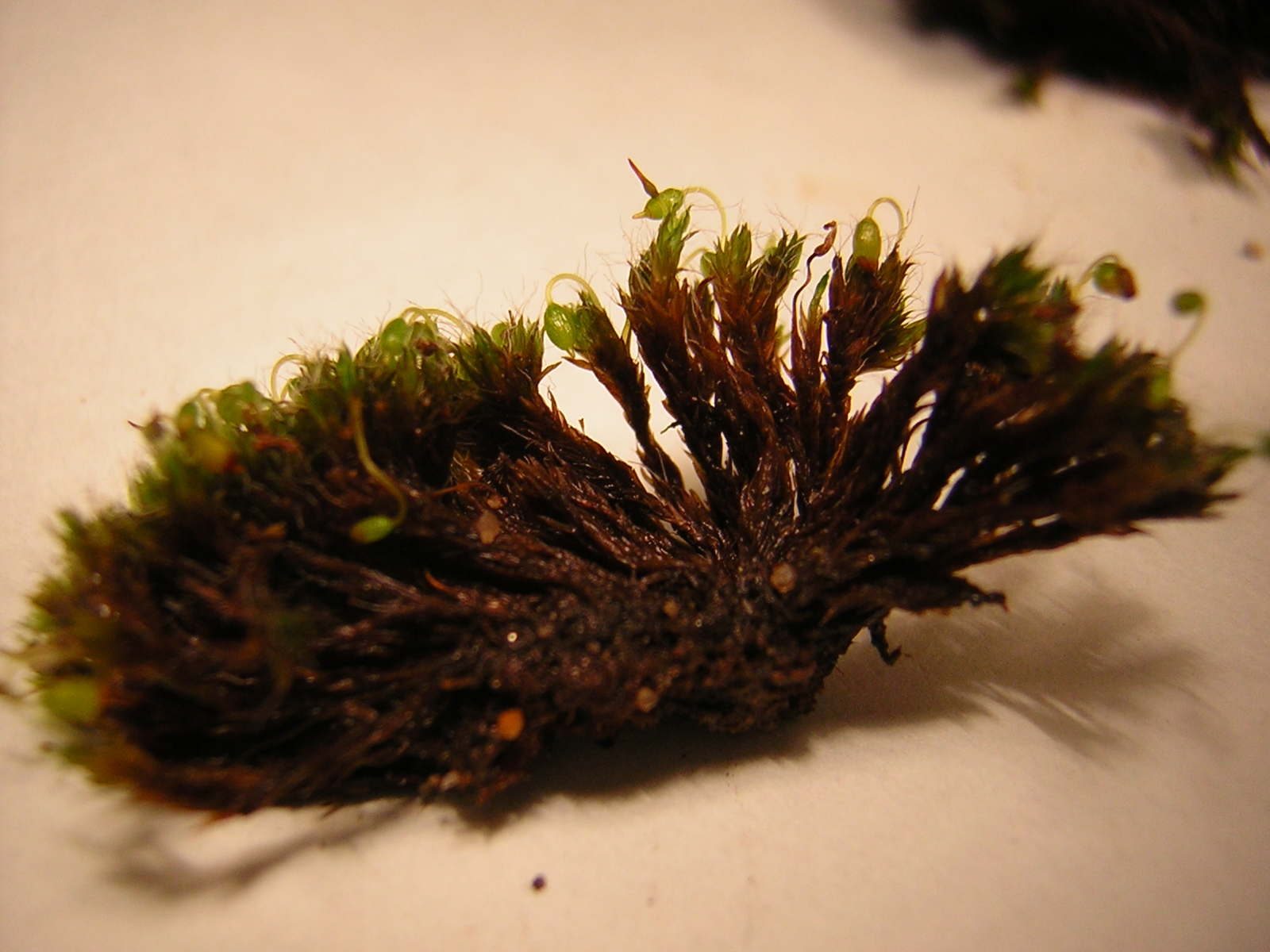
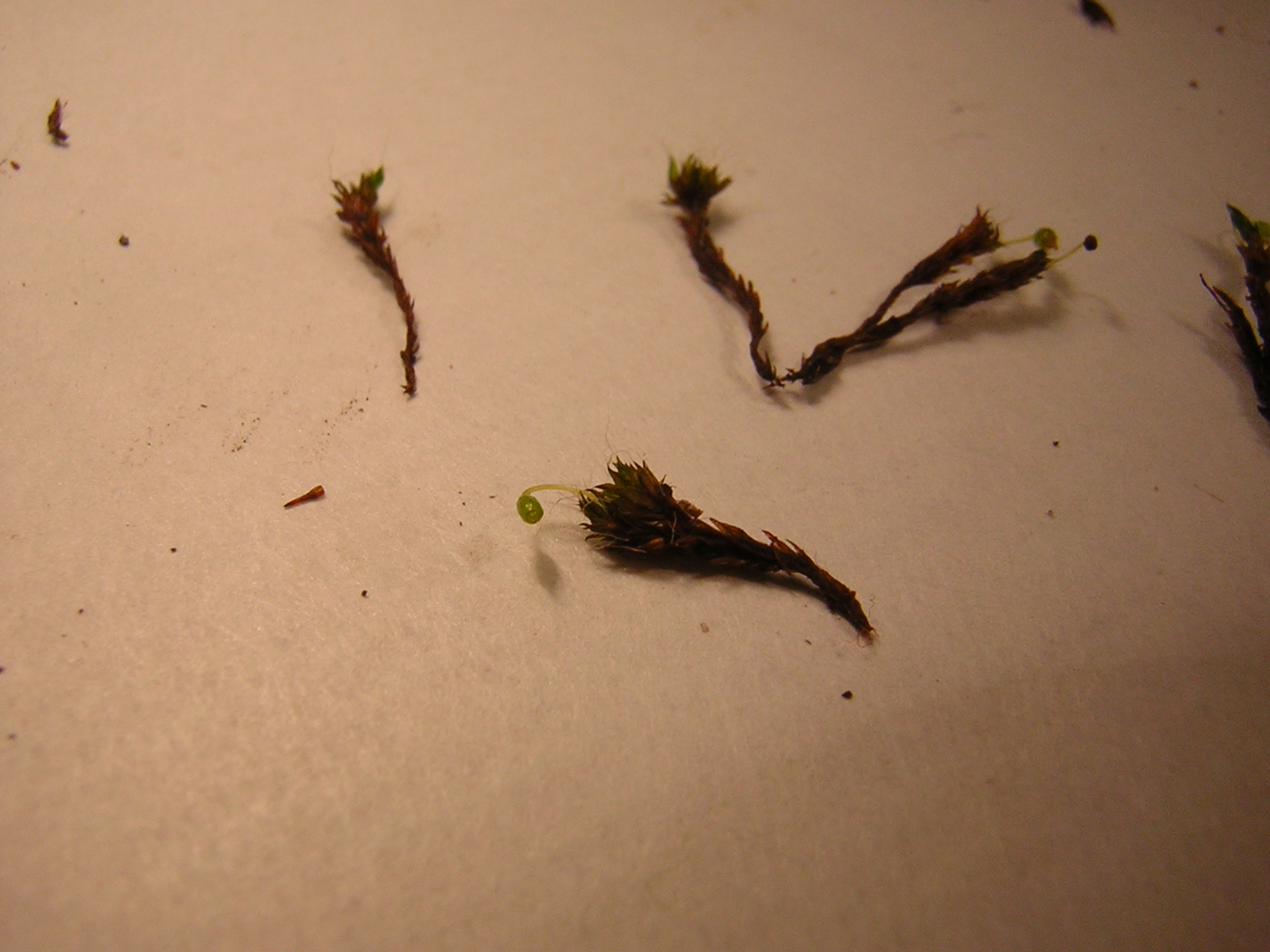